# Liste der Monuments historiques in Drulingen
Die Liste der Monuments historiques in Drulingen führt die Monuments historiques in der französischen Gemeinde Drulingen auf.

## Liste der Bauwerke
| Bezeichnung | Beschreibung                                           | Standort                          | Kennzeichnung | Schutzstatus | Datum | Bild           |
| ----------- | ------------------------------------------------------ | --------------------------------- | ------------- | ------------ | ----- | -------------- |
| Gutshaus    | Wohnhaus mit Nebengebäuden und Taubenturm, 1816 erbaut | 39, rue du Général-Leclerc (Lage) | PA00084698    | Inscrit      | 1987  | weitere Bilder |

## Liste der Objekte
| Bezeichnung | Beschreibung | Standort                              | Kennzeichnung | Schutzstatus | Datum | Bild |
| ----------- | ------------ | ------------------------------------- | ------------- | ------------ | ----- | ---- |
| Glocke      | Bronze, 1852 | in der protestantischen Kirche (Lage) | PM67001600    | Inscrit      | 1995  |      |
| Glocke      | Bronze, 1740 | in der protestantischen Kirche (Lage) | PM67001599    | Inscrit      | 1995  |      |